# Guerriere Sailor unite per la libertà
Guerriere Sailor unite per la libertà (メイクアップ！セーラー戦士?, Meiku Appu! Sērā Senshi, Make Up! Sailor Senshi) è un corto del 1993 diretto da Harume Kosaka.
È il primo corto tratto dalla saga di Sailor Moon di Naoko Takeuchi, trasmesso insieme al film Sailor Moon R The Movie - La promessa della rosa.

## Trama
Mentre si trovano sedute al tavolino di un bar, Usagi e Chibiusa sentono due ragazze parlare delle Guerriere Sailor e naturalmente di Tuxedo Kamen, e man mano che questi vengono citati Usagi racconta a Chibiusa di come le ragazze sono diventate Guerriere Sailor e la loro storia.

## Colonna sonora

### Sigle
Sigla di chiusura
I am Sailor Moon (I am セーラームーン?), di Peach Hips

### Altre canzoni
Originali
- Someday… Somebody, di Aya Hisakawa (Ami) (sottofondo)
- Eien no Melody (永遠のメロディ? lett. "Melodia Eterna"), di Michie Tomizawa (Rei) (sottofondo)
- STAR LIGHT ni kiss shite (STAR LIGHTにキスして? lett. "Baciare nella luce delle stelle"), di Emi Shinohara (Makoto) (sottofondo)
- Anata no yume wo mita wa (あなたの夢をみたわ? lett. "Ho visto il tuo sogno"), di Rika Fukami (Minako) (sottofondo)
- You're Just My Love, di Kotono Mitsuishi (Usagi) e Tōru Furuya (Mamoru) (sottofondo)

Italiane
- Eterno Romanticismo, di Giusy Di Martino (Rea) (sottofondo)

## Adattamento italiano

### Edizione Mediaset
Trasmesso su Rete 4 durante la quarta serie, Sailor Moon SuperS. Le scene raccontate tratte dalle prime due serie sono doppiate tutte ex novo e presentano un adattamento in molti casi diverso dalle serie da cui sono tratte. Le canzoni di sottofondo durante i flashback relativi alle Guerriere Sailor e Tuxedo Kamen sono state sostituite con delle canzoni di sottofondo, come You're Just My Love sostituita con la versione strumentale a pianoforte di MOON REVENGE; solo Eien no Melody è stata sostituita come nella seconda serie con la riscrittura italiana Eterno Romanticismo. Inoltre, durante alcune trasformazioni si sente in sottofondo il suono della trasformazione con il Crystal Power della quarta serie; stessa cosa vale per gli attacchi, probabilmente perché il corto è stato adattato durante appunto la quarta serie.
Nella trasmissione avvenuta il 7 aprile 2015 alla mattina su Italia 1, il cortometraggio e la videosigla (che è quella italiana della seconda serie) sono state convertite in 16:9 attraverso uno zoom.

### Edizione Shin Vision
L'edizione home video in DVD assieme al film Pretty Soldier Sailor Moon R - The Movie è stata pubblicata nel 2003 con il titolo Make up! Guerriere Sailor, curata dalla CVD per la Shin Vision con un cast di doppiatori differente, un adattamento fedele all'originale e anche tutte le canzoni originali giapponesi. A causa di problemi di copyright dovuto al blocco dei diritti internazionali, è stato ritirato dal mercato poco dopo.